# Roland Arnall

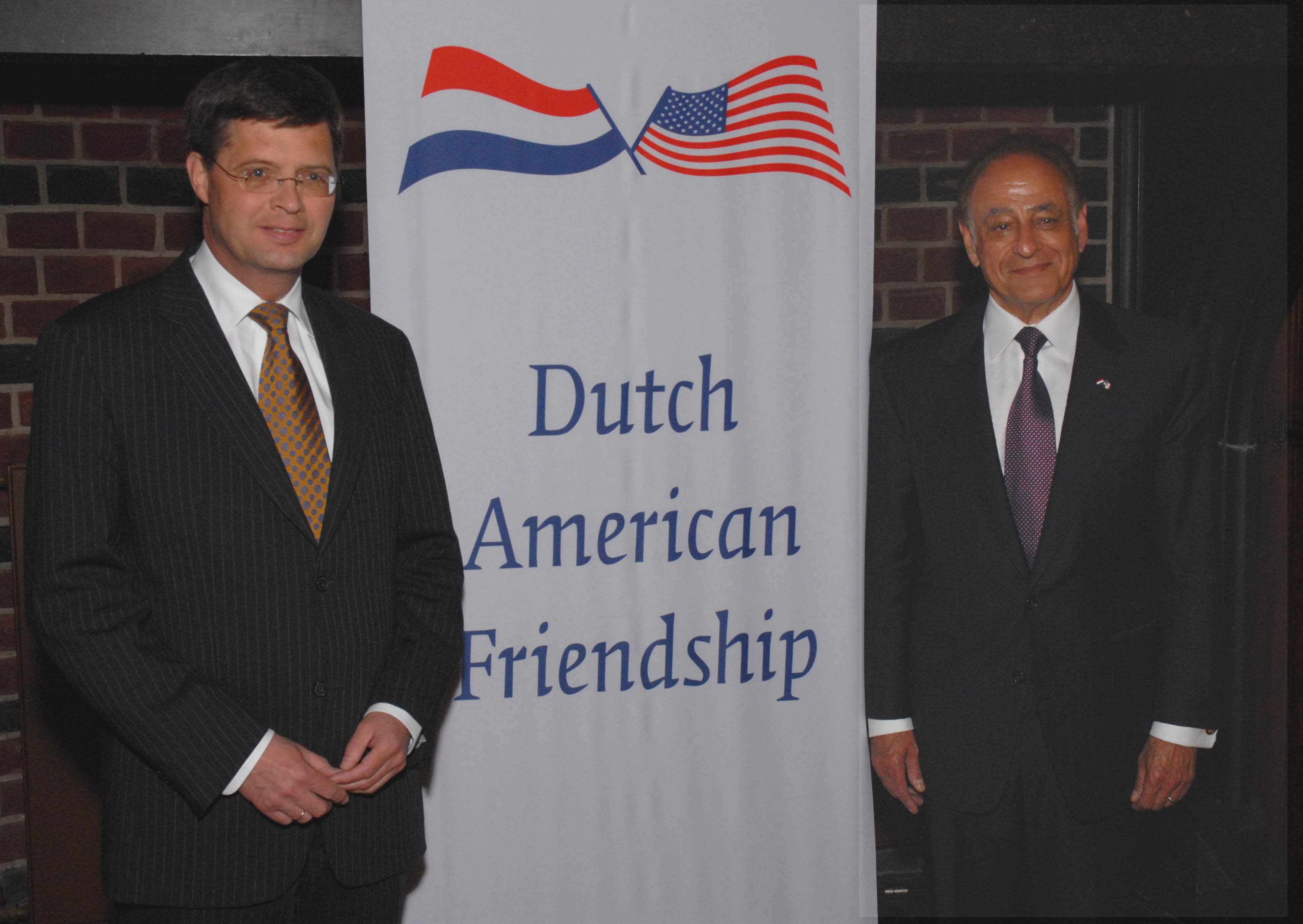
Arnall met Premier Balkenende

Roland Edmond Arnall (Parijs, 29 maart 1939 – Los Angeles, 17 maart 2008) was een Amerikaans zakenman en ambassadeur van de Verenigde Staten in Nederland. 

## Van straatverkoper tot miljardair
Arnall werd geboren in Parijs, als zoon van Hongaarse Joden. Arnall overleefde de Jodenvervolging doordat verborgen werd gehouden dat hij Joods was. Na de Tweede Wereldoorlog verhuisde het gezin Arnall naar Montreal en vervolgens in de jaren vijftig naar Californië. Arnall begon daar zijn carrière als straatverkoper van bloemen, maar werd een typisch Amerikaanse grote ondernemer, oprichter en eigenaar van Ameriquest, een van de grootste hypotheekverleners in de Verenigde Staten, en ten slotte miljardair: in de lijst van de rijkste Amerikanen van Forbes stond hij op de 66ste plaats met een geschat vermogen van drie miljard dollar. In 1968 kwam hij in opspraak wegens financiële steun aan lokaal politicus Art Snyder; volgens critici had Arnall Snyder met duizend dollar gesteund in ruil voor een lagere grondprijs voor een te ontwikkelen woonwijk in Snyders district.

## Bush
In 1977 hielpen Arnall en zijn eerste vrouw het Simon Wiesenthal Centrum op te richten. Arnall steunde verder de campagne van gouverneurskandidaat Jerry Brown in 1978, en steunde later de campagnes van George W. Bush, aan wiens verkiezingscampagne hij 12 miljoen dollar bijdroeg, en Arnold Schwarzenegger.

## Ambassadeur
In oktober 2005 werd Arnall door president Bush voorgedragen om ambassadeur in Nederland te worden. Op 20 oktober sprak Arnall de senaatscommissie voor buitenlandse zaken toe, waarbij hij verklaarde dat hij tijdens de Tweede Wereldoorlog was geboren in een door de Duitsers bezet Frankrijk, als zoon van een kleermaker en een verpleegster. De voordracht van Arnal stuitte in de Verenigde Staten op nogal wat kritiek omdat Arnalls bedrijf Ameriquest, gespecialiseerd in leningen aan kwetsbare groepen, in meer dan dertig staten in juridische procedures was verwikkeld. Er liepen gerechtelijke onderzoeken tegen Ameriquest, dat al dikwijls was beschuldigd van agressieve verkoopmethoden. In januari 2006 kwam Ameriquest een schikking overeen van 325 miljoen dollar.
Op 9 februari 2006 stemde de Amerikaanse Senaat in met Arnalls benoeming tot ambassadeur in Nederland. Op 8 maart 2006 overhandigde hij zijn geloofsbrieven aan Koningin Beatrix. Daarmee volgde hij Clifford Sobel op, die in juli 2005 vertrok.
Op 21 februari 2008 maakte Roland Arnall onverwacht bekend zijn functie als ambassadeur per 7 maart 2008 neer te leggen, vanwege zijn ernstige zieke zoon. Tien dagen nadat hij zijn ambassadeurschap had neergelegd, overleed hij zelf aan kanker.